# Nuoto ai Giochi della XXIV Olimpiade - 100 metri stile libero femminili
Hanno partecipato alle batterie di qualificazione 58 atlete: le prime 8 si sono qualificate per la finale A le successive 8 invece si sono qualificate per la finale B.

## Batterie di qualificazione
18 settembre 1988
- Q = Qualificate per la finale A
- q = qualificate per la finale B

| Posizione | Atleta                  | Paese             | Tempo   | Note |
| --------- | ----------------------- | ----------------- | ------- | ---- |
| 1         | Catherine Plewinski     | Francia           | 55.53   | Q    |
| 2         | Kristin Otto            | Germania Est      | 55.80   | Q    |
| 3         | Zhuang Yong             | Cina              | 55.84   | Q    |
| 4         | Manuela Stellmach       | Germania Est      | 56.14   | Q    |
| 5         | Silvia Poll             | Costa Rica        | 56.16   | Q    |
| 6         | Karin Brienesse         | Paesi Bassi       | 56.29   | Q    |
| 7         | Dara Torres             | Stati Uniti       | 56.37   | Q    |
| 8         | Cornelia van Bentum     | Paesi Bassi       | 56.50   | Q    |
| 9         | Natalia Trefilova       | Unione Sovietica  | 56.66   | q    |
| 10        | Luminita Lil Dobrescu   | Romania           | 56.67   | q    |
| 11        | Tamara Virgi Costache   | Romania           | 56.79   | q    |
| 12        | Karen van Wirdum        | Australia         | 56.84   | q    |
| 13        | Mitzi Kremer            | Stati Uniti       | 56.97   | q    |
| 14        | Svetlana Issakova       | Unione Sovietica  | 57.17   | q    |
| 15        | Gitta Jensen            | Danimarca         | 57.28   | q    |
| 16        | Ayako Nakano            | Giappone          | 57.29   | q    |
| 17        | Andrea Nugent           | Canada            | 57.33   |      |
| 18        | Marie-Therese Armentero | Svizzera          | 57.35   |      |
| 19        | Christiane Pielke       | Germania Ovest    | 57.47   |      |
| 20        | Jane Kerr               | Canada            | 57.55   |      |
| 21        | Eva Nyberg              | Svezia            | 57.57   |      |
| 22        | Susanne Baumer          | Australia         | 57.76   |      |
| 23        | Lou Yaping              | Cina              | 57.79   |      |
| 24        | Natacha Hristova        | Bulgaria          | 57.80   |      |
| 25        | Annabelle Cripps        | Regno Unito       | 57.81   |      |
| 26        | Pia Sorensen            | Danimarca         | 57.82   |      |
| 27        | Karin Furuhed           | Svezia            | 57.97   |      |
| 28        | June Croft              | Regno Unito       | 58.19   |      |
| 29        | Jacqueline Delord       | Francia           | 58.22   |      |
| 30        | Silvia Persi            | Italia            | 58.22   |      |
| 31        | Katja Ziliox            | Germania Ovest    | 58.39   |      |
| 32        | Kaori Sasaki            | Giappone          | 58.40   |      |
| 33        | Senda Gharbi            | Tunisia           | 58.51   |      |
| 34        | Adriana Pereira         | Brasile           | 58.53   |      |
| 35        | Karen Dieffenthaller    | Trinidad e Tobago | 58.64   |      |
| 36        | Patricia Kohlmann       | Messico           | 59.05   |      |
| 37        | Isabele Vieira          | Brasile           | 59.15   |      |
| 38        | Maria Rivera            | Messico           | 59.32   |      |
| 39        | Akiko Thomson           | Filippine         | 59.41   |      |
| 40        | Bryndis Ollafsdottir    | Islanda           | 59.56   |      |
| 41        | Carolina Mauri          | Costa Rica        | 1:00.14 |      |
| 42        | Hung Cee Kay            | Hong Kong         | 1:00.18 |      |
| 43        | Kin Eun-Jung            | Corea del Sud     | 1:00.39 |      |
| 44        | Ana Joselina Fortin     | Honduras          | 1:01.11 |      |
| 45        | Ng Fenella              | Hong Kong         | 1:01.27 |      |
| 46        | Han Young-Hee           | Corea del Sud     | 1:01.72 |      |
| 47        | Wang Chi                | Taipei cinese     | 1:01.72 |      |
| 48        | Sabrina Lum             | Taipei cinese     | 1:02.11 |      |
| 49        | Catherine Helen Fogarty | Zimbabwe          | 1:02.47 |      |
| 50        | Veronica Cummings       | Guam              | 1:02.63 |      |
| 51        | Angela Birch            | Figi              | 1:02.91 |      |
| 52        | Cina Munch              | Figi              | 1:03.06 |      |
| 53        | Carolina Araujo         | Mozambico         | 1:05.11 |      |
| 54        | katerine Moreno         | Bolivia           | 1:05.39 |      |
| 55        | Elsa Freire             | Angola            | 1:05.47 |      |
| 56        | Nancy Khalaf            | Libano            | 1:06.73 |      |
| 57        | Carla Fernandes         | Angola            | 1:08.15 |      |
| -         | Ritajean Garay          | Porto Rico        | NP      |      |

## Finale A
19 settembre 1988
| Posizione | Atleta              | Paese        | Tempo |
| --------- | ------------------- | ------------ | ----- |
|           | Kristin Otto        | Germania Est | 54.93 |
|           | Zhuang Yong         | Cina         | 55.47 |
|           | Catherine Plewinski | Francia      | 55.49 |
| 4         | Manuela Stellmach   | Germania Est | 55.52 |
| 5         | Silvia Poll         | Costa Rica   | 55.90 |
| 6         | Karin Brienesse     | Paesi Bassi  | 56.15 |
| 7         | Dara Torres         | Stati Uniti  | 56.25 |
| 8         | Cornelia van Bentum | Paesi Bassi  | 56.54 |

## Finale B
| Posizione | Atleta                | Paese            | Tempo |
| --------- | --------------------- | ---------------- | ----- |
| 9         | Natalia Trefilova     | Unione Sovietica | 56.48 |
| 10        | Ayako Nakano          | Giappone         | 56.72 |
| 11        | Luminita Lil Dobrescu | Romania          | 56.79 |
| 12        | Mitzi Kremer          | Stati Uniti      | 56.83 |
| 13        | Gitta Jensen          | Danimarca        | 57.02 |
| 14        | Karen van Wirdum      | Australia        | 57.04 |
| 15        | Svetlana Issakova     | Unione Sovietica | 57.07 |
| 16        | Tamara Virgi Costache | Romania          | 57.11 |